# Georg Sigl
Georg Sigl (*13. ledna 1811 Breitenfurt bei Wien – † 9. května 1887 Währing) byl rakouský průmyslník, podnikatel ve strojírenství, provozovatel a majitel strojíren a lokomotivek Sigl ve Vídni a Vídeňském Novém Městě.
Do 11 let osiřel, žil u sestry, u svého švagra se vyučil zámečníkem. Na vandru prošel Bavorsko, Württembersko, Švýcarsko a Berlín. Od r. 1832 pracoval v továrně na tiskařské rychlolisy Hellwig & Müller ve Vídni, v letech 1837-40 působil jako dílovedoucí a později společník ve firmě Dinglinger ve Zweybrückenu v německé Falci. V roce 1840 si v Berlíně zřídil vlastní dílnu na výrobu knihtiskových lisů, roku 1846 pak továrnu ve Vídni. Díky svému patentu na litografický rotační vysokorychlostní lis se dostal na špičku oboru i podnikání v Rakousku. 

## Lokomotivka Sigl

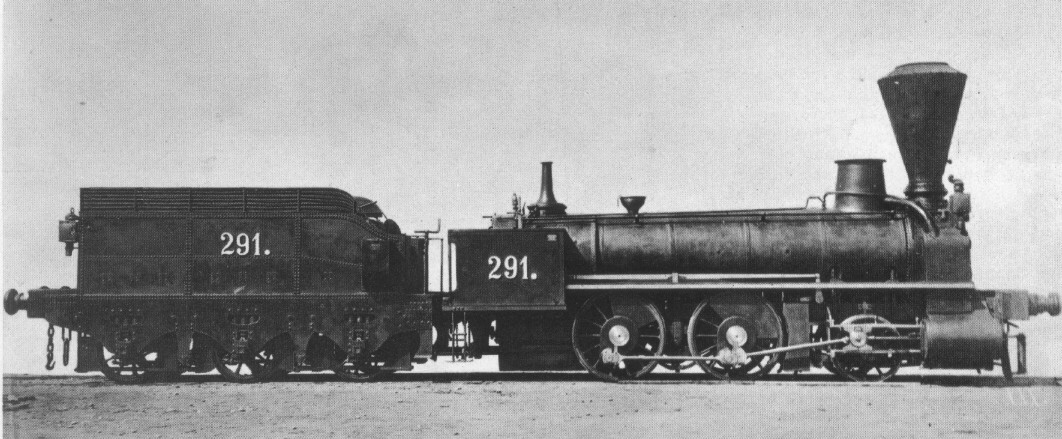
Siglova lokomotiva "GUTENBERG" pro Jižní státní dráhu (1B m2, SStB IV 291, Sigl 1/1857)

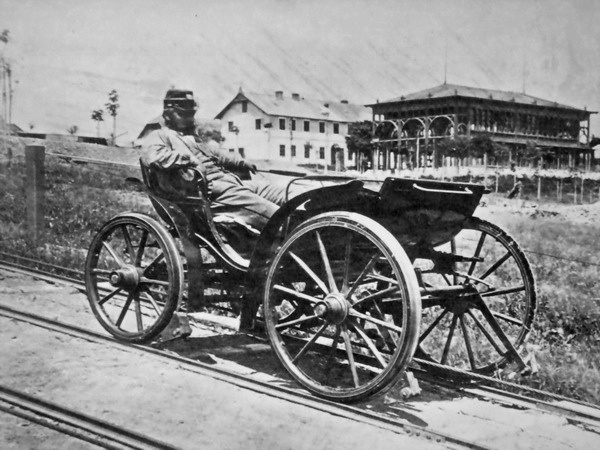
Siglova pozemní lanovka na Sophienalpe ve Vídni, zvaná "Knöpferlbahn" (knoflíčková dráha), okolo r. 1873

Roku 1851 Sigl expandoval dosavadní výrobu do prostor bývalé pobočky Norrisovy lokomotivky v 9. vídeňském obvodu. Volnou kapacitu továrny využil k výrobě lodních kotlů, parních strojů a lokomotiv, po nichž byla v půli století neuspokojená poptávka. První zde vyrobená lokomotiva případně dostala jméno "GUTENBERG".
Roku 1961 si od banky Credit-Anstalt propachtoval a roku 1867 i odkoupil Güntherovu lokomotivku ve Vídeňském Novém Městě, kterou rozšířil a zmodernizoval, získal nové trhy a navýšil výrobu. Obě továrny pod Siglovým jménem v té době dodávaly stroje především do Ruska, pro Hornoslezské uhelné dráhy v Prusku nebo do Šlesvicka-Holštýnska. Zejména rozšiřování uherské železniční sítě, povzbuzené v důsledku rakousko-uherského vyrovnání roku 1867, otevřelo Siglovi nové odbytové možnosti, které zajistily vysokou zaměstnanost. Aby získal levnější suroviny a omezil závislost na dodavatelích, zakoupil r. 1866 železnorudný důl v Pittenu (Dolní Rakousko) a postavil tu vysokou pec, pořídil důl v Uhersku a podílel se na několika uhelných těžařstvech doma i v zahraničí. Roku 1870 byla u Sigla vyrobena tisící lokomotiva (když asi ¼ z toho připadala na vídeňskou továrnu) a pracovalo pro něj okolo 3700 zaměstnanců.

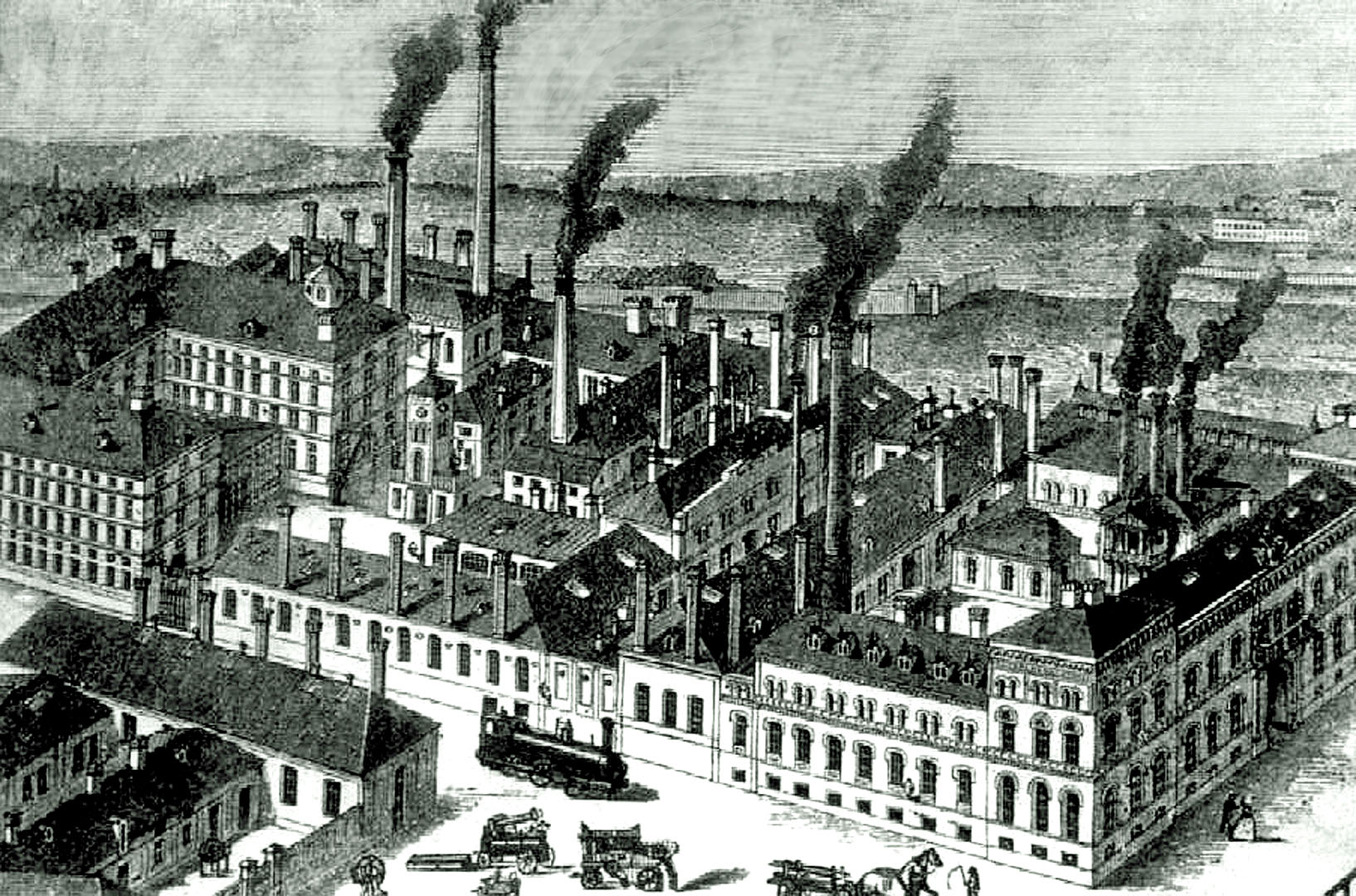
Strojírna a lokomotivka Sigl Vídeň kolem roku 1870

Konjunkturu zastavil až propad trhu po burzovním krachu r. 1873. Odbyt lokomotiv v důsledku hospodářských potíží odběratelů a zesílení německé konkurence po vzniku Německé říše poklesl. Podnikání mimo stěžejní oblast, kterým se snažil kompenzovat ztrátu zakázek na lokomotivy (např. výroba olejových lisů, krovy střešní konstrukce votivního kostela ve Vídni, tiskařské stroje, obráběcí a papírenské stroje, zemědělská technika, atd.) nebylo dostatečně rentabilní a Sigl se dostal do finančních potíží. Do roku 1875 byl nucen se svých podniků včetně novoměstské lokomotivky vzdát. Zůstala mu pouze vídeňská strojírna se všeobecným výrobním sortimentem kterou jeho rodina udržela až do roku 1889; výrobu lokomotiv musel opustit.

## Další aktivity

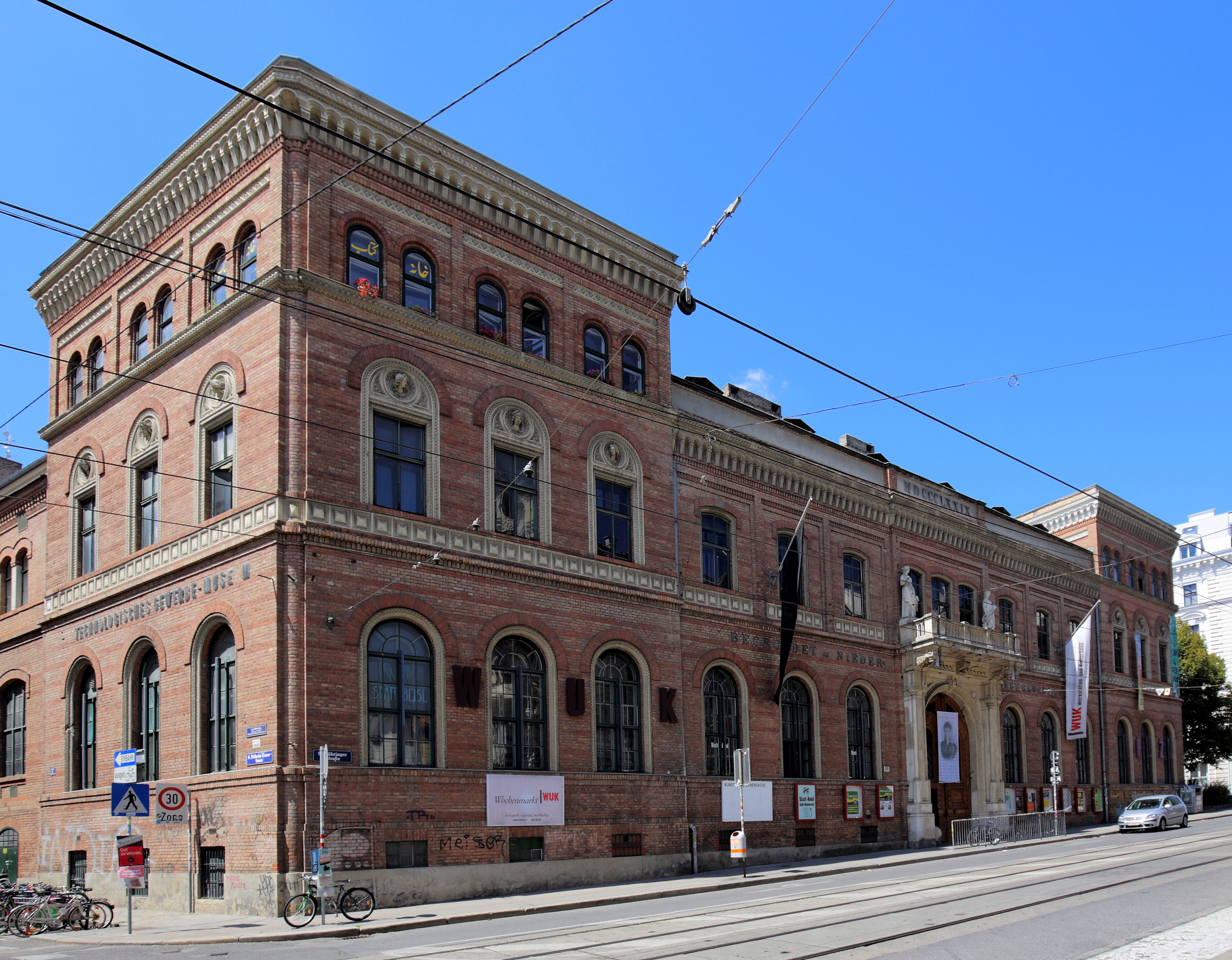
Správní budova někdejší Siglovy továrny ve Vídni, dnes galerie WUK (2014)

Na počátku 70. let 19. století se u Sigla experimentovalo i v dalších oblastech. Byly tu postaveny první dva bezkompresní dvoudobé spalovací motory podle návrhů německého mechanika a průkopníka automobilového průmyslu Siegfrieda Marcuse. Také dodal mechanickou část pro zařízení prvních potrubních pošt ve Vídni, Berlíně či v Mnichově. V roce 1872 se za velké pozornosti dobového tisku v ulicích Vídně zkoušela jako tažné vozidlo jeho parní lokomobila („Sigl-Straßenlokomotive“). V roce 1873 postavil Sigl podle vlastního patentu, původně jen jako zkušební dráhu, pozemní lanovku s oběžným lanem a odpojitelnými vozíky na rekreační výšinu Sophienalpe u Vídně. V provozu byla do roku 1881.

## Společenská aktivita a ocenění
Vedle selfmademanství, podnikatelského talentu, byl Sigl i mecenášem. Na založení dělnického fondu pro oběti nehod daroval 25 000 zlatých, další peníze poskytl na důchodový fond a na vídeňské mateřské školy. V Siglově novoměstské továrně byl v roce 1865 založen dělnický spolek, první v Rakousku. U příležitosti vyrobení 1000. lokomotivy v únoru 1870 byl Sigl zvolen čestným občanem Vídně a v témže roce také Vídeňského Nového Města. Objekt bývalé vídeňské továrny, který zůstal v Siglově vlastnictví, byl roku 1884 dán k dispozici dodnes existujícímu řemeslně-technickému vzdělávacímu institutu Technologisches Gewerbemuseum (TGM). V roce 1888 byla po Siglovi pojmenována ulice Georg-Sigl-Gasse v 9. vídeňském obvodu. V roce 2011 připomenula Rakouská pošta zvláštní poštovní známkou 200. výročí Siglova narození.
G. Sigl zemřel ve Vídni-Währingu a je pochován ve Vídni.